# Regionalizzazione
La regionalizzazione è un metodo analitico finalizzato alla suddivisione dello spazio geografico in regioni.
Sul piano dell'analisi, il risultato di tale processo è l'individuazione delle unità territoriali minori all'interno dell'area su cui si opera la suddivisione.
Come criterio generale, la delimitazione delle singole regioni avviene in base alla individuazione di caratteri comuni. Questi possono essere caratteri fisici (concernenti orografia, idrografia), caratteri culturali (adozione di specifici tratti culturali o idiomi), caratteri socio-economici (produzione agricola o industriale, reddito), o una combinazione di questi.